# 艾因泰穆尚特區

35°18′N 1°08′W / 35.300°N 1.133°W
艾因泰穆尚特區（阿拉伯语：‎），是阿爾及利亞的行政區，位於該國西北部，由艾因泰穆尚特省負責管轄，首府設於艾因泰穆尚特，面積152平方公里，2010年人口89,644，人口密度每平方公里59人。